# Tunel Vrmac
Tunel Vrmac (cyr. Тунел Врмац) – jednotubowy (jednojezdniowy) tunel drogowy w Czarnogórze (Gmina Kotor) długości 1637 m, zbudowany w latach 1991–2007 pod masywem górskim Vrmac, łączący Kotor z Magistralą Adriatycką, stanowiący część europejskiej trasy E80.
Część tunelu otwarto w 1991 r. Z powodu braku funduszy jego całkowite ukończenie odwlekano w czasie. W 2004 r. rozpoczęto prace nad jego dokończeniem i dostosowaniem do norm europejskich, a wykonawcą był Strabag. Całość inwestycji oddano do użytku w 2007 r.